# ماری جانسون (خواننده)
ماری جانسون (انگلیسی: Mary Johnson; ۲۹ مارس ۱۸۹۸ or 1900 – ۲۰ ژوئیهٔ ۱۹۸۳ (age 83-85)) موسیقی‌دان، خواننده و ترانه‌سرا اهل ایالات متحده آمریکا بود. او در یازو سیتی، میسیسیپی متولد شده بود. او در حوزه موسیقی بلوز کلاسیک زنان فعالیت داشت.